# Cannonau
Le Cannonau est un cépage (grenache) très répandu en Sardaigne, produisant des vins rouges dans les régions du Campidano, de Nuoro et de l'Ogliastra. Il procure une coloration rouge rubis intense, des vins tanniques et riches en fruits[réf. nécessaire].